# Maucourt French National Cemetery
Maucourt French National Cemetery is een begraafplaats gelegen in de Franse plaats Maucourt (Somme) (Somme). De militaire graven worden onderhouden door de Commonwealth War Graves Commission.
De begraafplaats telt 6 geïdentificeerde Gemenebest graven uit de Tweede Wereldoorlog.